# Cofersa
Cofersa fou una marca espanyola de motocicletes, fabricades entre 1954 i 1962 a Madrid per l'empresa Construcciones Ferrusola S.A. La societat havia estat fundada el 1953 per José Mercader, emprenedor oriolà amb experiència prèvia en la construcció de motors auxiliars per a bicicletes, i la raó social provenia del cognom de la seva dona, la catalana Antònia Ferrusola.
Les Cofersa eren motos de disseny convencional que destacaven per la seva solidesa. L'empresa posà sempre èmfasi en la funcionalitat i la qualitat de fabricació dels seus prodcutes, assegurant-ne la durabilitat mecànica gràcies als motors Hispano Villiers, fets a Barcelona.

## Història
La primera Cofersa, comercialitzada el 1954, equipava un motor Hispano Villiers de 125 cc. Per bé que durant el primer any l'empresa en va produir només un centenar, en qüestió de poc temps el personal en nòmina va créixer fins a superar els 100, per tal de poder satisfer la creixent demanda. El 1956, l'empresa va presentar un projecte de microcotxe de 2 o 3 places amb motor Hispano Villiers de 197 cc, però tot sembla indicar que no es va arribar a produir mai.
El 1957 Cofersa va llançar el model JM, que incorporava xapa estampada i canvi de quatre velocitats. El 1959 va aparèixer el model Helix, de nou amb xapa estampada i incorporant una reixeta protectora al parafang posterior, amb la probable finalitat de facilitar a les dones el fet d'asseure-s'hi de costat (costum molt arrelat a l'època) sense que les faldilles se'ls enredessin amb la roda del darrere.
L'activitat de l'empresa com a fabricant de motocicletes va cessar el 1962, any en què passà a produir motors dièsel d'una prestigiosa marca. Cofersa tenia la fàbrica al número 80 del carrer Elfo de Madrid.

## Els orígens dels fundadors

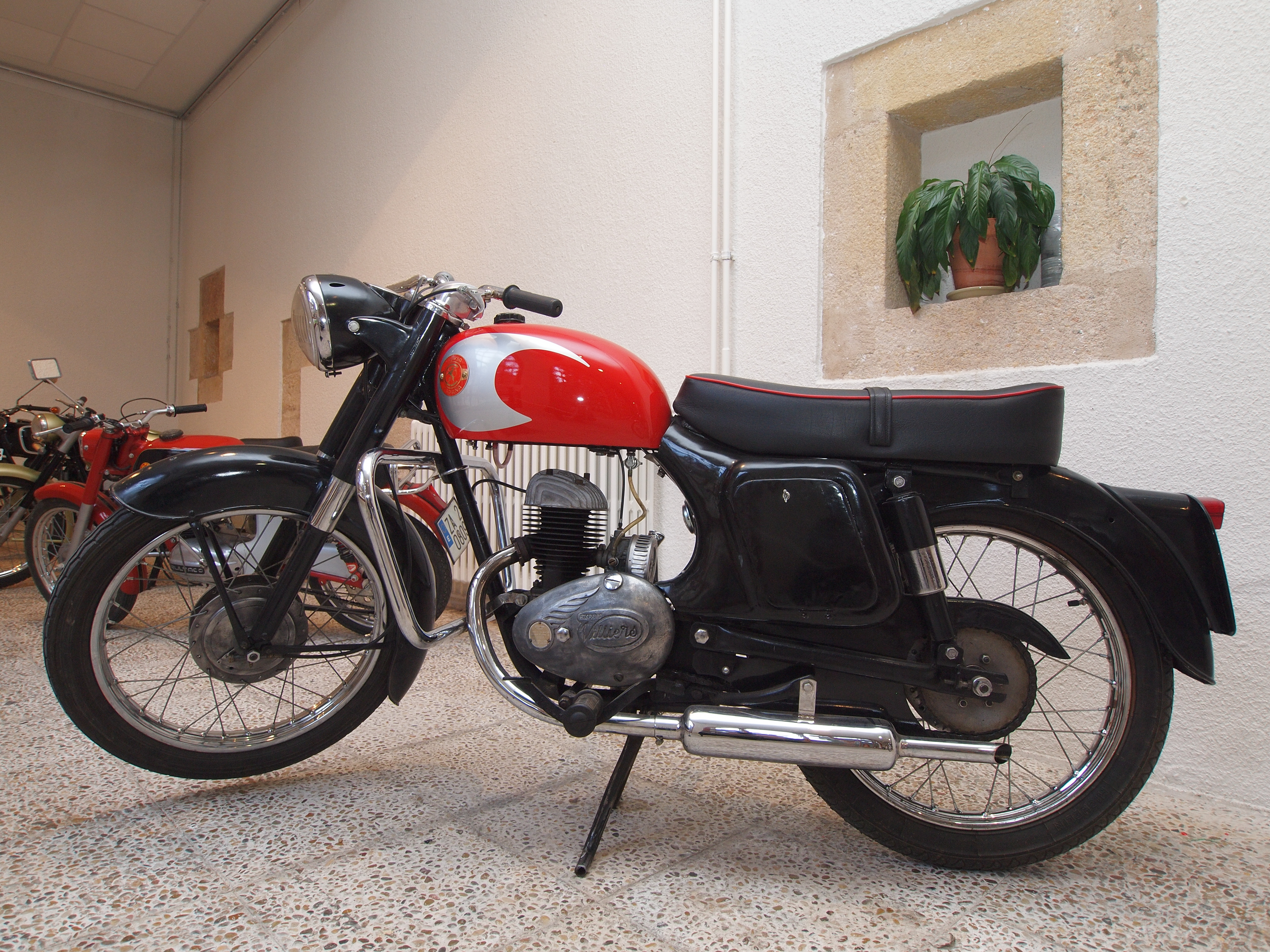
Cofersa 200cc de 1955

No ha estat possible documentar els orígens del matrimoni Mercader Ferrusola amb plena fiabilitat. De José Mercader, l'únic que se n'esmenta a les fonts consultades és que havia treballat en la construcció de motors per a bicicleta a anglaterra. S'ha trobat, però, una font que el localitza al barri barceloní de Sant Andreu de Palomar. Allò que sí que indiquen les fonts és que el cognom Ferrusola era el de la seva dona, amb la qual cosa, cercant informació sobre un José Mercader casat amb una Ferrusola a Madrid, apareixen nombroses referències a un únic matrimoni, format per José Mercader Espinosa i Antònia Ferrusola i Callís. S'ha pressuposat, doncs, que aquest matrimoni era el fundador de Cofersa.
José Mercader Espinosa, mort a 79 anys el 18 novembre de 1980 a Múrcia, havia nascut cap al 1901 a Oriola, Baix Segura. Antònia Ferrusola i Callís, nascuda el 1914 i morta a 68 anys el 1983, era filla de Pep Ferrusola i Marcé, nascut a Rabós (Alt Empordà) el 1891, i de Remei Callís i Gironella. Pep Ferrusola, pagès i espardenyer, havia col·laborat activament amb les xarxes d'evasió de la Resistència a la Catalunya del Nord, tot passant refugiats pels Pirineus.
Finalment, és simptomàtic que un dels principals models de motocicletes Cofersa dugués un nom català: «Hèlix».